# Каролине Возняцки
Каролине Возняцки (на датски: Caroline Wozniacki) или Каролина Вожня̀цка (на полски: Karolina Woźniacka) е датска тенисистка от полски произход.
Тя е бивша No. 1 в световната ранглиста на Женската Тенис Асоциация. Тя задържа тази позиция 67 седмици, до 23 януари 2012 г. Тя е първата скандинавка, стигала до върха на световната ранглиста и общо 20-ата тенисистка.
След дебюта си в Женската Тенис Асоциация през 2005, тя подобрява своя ранкинг всяка година, докато завършва на върха през 2010 и през 2011. Тя е печелила общо 23 титли от веригата на Женската Тенис Асоциация към месец август 2015 г., три през 2008, три през 2009, шест през 2010 (най-големият брой титли, спечелени от тенисистка, след като Жустин Енен спечели десет през 2007), шест през 2011, две през 2012 и по една през 2013, 2014 и 2015 г. Тя стига до финалите на US Open 2009, US Open 2014 и на Шампионата на WTA Тур 2010 в Доха. Тя печели титлата на Уимбълдън за девойки 2006. Возняцки спечели първата си титла от Големия шлем при жените на ОП на Австралия през 2018.

## Ранен живот
Возняцки е дъщеря на поляци. Баща ѝ Пьотър Вожняцки е неин треньор. Тя произхожда от спортно семейство. Майка ѝ Анна играе в женския волейболен отбор на Полша. Баща ѝ играе футбол професионално в Полша, Манхайм и се премества заедно със семейството си в Дания, когато подписва с датския клуб Болдлубен 1909.По-големият брат на Возняцки – Патрик Возняцки, е професионален футболист, играещ за Видовре в Дания.

## Стил на игра
Стилът на игра на Возняцки е концентриран „около дефанзивните аспекти на тениса, с нейното движение, ловкост, пъргавост и защита – всички те са първокласни, ключови елементи в играта ѝ.“ Нейният бекхенд с две ръце е едно от най-добрите ѝ оръжия, тъй като с него е способна от защита да премине в атака.

## Личен живот
Най-добрата приятелка на Возняцки е нейната колежка – датската тенисистка Малоу Ейдесгаард, която също така е и била двойков партньор на Возняцки в пет турнира.
Запитана през 2008 г. от сп. „Teen Vogue“ какви спортове освен тениса обича да практикува, Возняцки отговорила „Харесвам хандбал, футбол, плуване, свирене на пиано и още много други неща.“
На 20 декември 2010 г., тя подписва тригодишен договор с „Turkish Airlines“.
Известна е като голям фен на английския ФК Ливърпул. Тя се появи с тениска на Ливърпул, подписана от Стивън Джерард, на кортовете на Катар Тотал Оупън през 2011 г.
През юни 2012 г., тя обяви стартирането на своя собствена линия луксозно дамско бельо Архив на оригинала от 2012-07-31 в Wayback Machine..
Тя имаше връзка с професионалния ирландски голфър Рори Макилрой от 2011 до 2014 г. Тя обявява техния годеж на страницата си в Twitter на 1 януари 2014 г. Но на 21 май същата година, се разбира, че Макилрой отменя годежа: „Проблемът е в мен. Поканите за сватбата, които изпратихме през уикенда, ме накараха да осъзная, че не съм готов за брак. Пожелавам на Каролине много щастие, което тя определено заслужава, и съм ѝ благодарен за всички прекрасни мигове, които имахме.“

## Финали

### Сингъл: 40 (23 – 17)
| Легенда                              |
| ------------------------------------ |
| Турнири от Големия шлем (0 – 2)      |
| Шампионат на WTA Тур (0 – 1)         |
| Турнир на шампионките (0 – 1)        |
| Задължителни Висши & Висши 5 (5 – 3) |
| Висши (8 – 5)                        |
| Международни (10 – 5)                |

| Финали по настилка |
| ------------------ |
| Твърда (18 – 12)   |
| Клей (4 – 5)       |
| Трева (1 – 0)      |
| Мокет (0 – 0)      |

| Изход      | No. | Дата              | Турнир                                                | Настилка   | Опонент                    | Резултат                   |
| ---------- | --- | ----------------- | ----------------------------------------------------- | ---------- | -------------------------- | -------------------------- |
| Шампионка  | 1.  | 8 август 2008     | Нордеа Нордик Лайт Оупън, Стокхолм, Швеция            | Твърда     | Вера Душевина              | 6 – 0, 6 – 2               |
| Шампионка  | 2.  | 23 август 2008    | Пайлът Пен Тенис, Ню Хейвън, САЩ                      | Твърда     | Анна Чакветадзе            | 3 – 6, 6 – 4, 6 – 1        |
| Шампионка  | 3.  | 5 октомври 2008   | Открито първенство на Япония, Токио, Япония           | Твърда     | Кая Канепи                 | 6 – 2, 3 – 6, 6 – 1        |
| Финалистка | 1.  | 26 октомври 2008  | Фортис Чемпиъншипс Люксембург, Люксембург, Люксембург | Твърда (з) | Елена Дементиева           | 6 – 2, 4 – 6, 6 – 7(4 – 7) |
| Финалистка | 2.  | 21 февруари 2009  | Селюлър Саут Къп, Мемфис, САЩ                         | Твърда (з) | Виктория Азаренка          | 1 – 6, 3 – 6               |
| Шампионка  | 4.  | 12 април 2009     | Ем Пи Ес Груп Чемпиъншипс, Понте Ведра Бийч, САЩ      | Клей       | Александра Вожняк          | 6 – 1, 6 – 2               |
| Финалистка | 3.  | 19 април 2009     | Фемили Съркъл Къп, Чарлстън, САЩ                      | Клей       | Сабине Лисицки             | 2 – 6, 4 – 6               |
| Финалистка | 4.  | 17 май 2009       | Мутуа Мадрилена Мадрид Оупън, Мадрид, Испания         | Клей       | Динара Сафина              | 2 – 6, 4 – 6               |
| Шампионка  | 5.  | 20 юни 2009       | АЕГОН Интернешънъл, Истборн, Великобритания           | Трева      | Виржини Разано             | 7 – 6(7 – 5), 7 – 5        |
| Финалистка | 5.  | 11 юли 2009       | Открито първенство на Швеция, Бостад, Швеция          | Клей       | Мария Хосе Мартинес Санчес | 5 – 7, 4 – 6               |
| Шампионка  | 6.  | 29 август 2009    | Пайлът Пен Тенис, Ню Хейвън, САЩ                      | Твърда     | Елена Веснина              | 6 – 2, 6 – 4               |
| Финалистка | 6.  | 13 септември 2009 | US Open, Ню Йорк, САЩ                                 | Твърда     | Ким Клейстерс              | 5 – 7, 3 – 6               |
| Финалистка | 7.  | 21 март 2010      | Бе Ен Пе Париба Оупън, Индиън Уелс, САЩ               | Твърда     | Йелена Янкович             | 2 – 6, 4 – 6               |
| Шампионка  | 7.  | 11 април 2010     | Ем Пи Ес Груп Чемпиъншипс, Понте Ведра Бийч, САЩ      | Клей       | Олга Говорцова             | 6 – 2, 7 – 5               |
| Шампионка  | 8.  | 8 август 2010     | И Бокс Даниш Оупън, Копенхаген, Дания                 | Твърда (з) | Клара Закопалова           | 6 – 2, 7 – 6(7 – 5)        |
| Шампионка  | 9.  | 23 август 2010    | Роджърс Къп, Монреал, Канада                          | Твърда     | Вера Звонарьова            | 6 – 3, 6 – 2               |
| Шампионка  | 10. | 28 август 2010    | Пайлът Пен Тенис, Ню Хейвън, САЩ                      | Твърда     | Надя Петрова               | 6 – 3, 3 – 6, 6 – 3        |
| Шампионка  | 11. | 2 октомври 2010   | Торай Пан Пасифик Оупън, Токио, Япония                | Твърда     | Елена Дементиева           | 1 – 6, 6 – 2, 6 – 3        |
| Шампионка  | 12. | 10 октомври 2010  | Чайна Оупън, Пекин, Китай                             | Твърда     | Вера Звонарьова            | 6 – 3, 3 – 6, 6 – 3        |
| Финалистка | 8.  | 31 октомври 2010  | Шампионат на WTA Тур, Доха, Катар                     | Твърда     | Ким Клейстерс              | 3 – 6, 7 – 5, 3 – 6        |
| Шампионка  | 13. | 20 февруари 2011  | Дубай Тенис Чемпиъншипс, Дубай, ОАЕ                   | Твърда     | Светлана Кузнецова         | 6 – 1, 6 – 3               |
| Финалистка | 9.  | 26 февруари 2011  | Катар Лейдис Оупън, Доха, Катар                       | Твърда     | Вера Звонарьова            | 4 – 6, 4 – 6               |
| Шампионка  | 14. | 20 март 2011      | Бе Ен Пе Париба Оупън, Индиън Уелс, САЩ               | Твърда     | Марион Бартоли             | 6 – 1, 2 – 6, 6 – 3        |
| Шампионка  | 15. | 10 април 2011     | Фемили Съркъл Къп, Чарлстън, САЩ                      | Клей       | Елена Веснина              | 6 – 2, 6 – 3               |
| Финалистка | 10. | 24 април 2011     | Порше Тенис Гран при, Щутгарт, Германия               | Клей (з)   | Юлия Гьоргес               | 6 – 7(3 – 7), 3 – 6        |
| Шампионка  | 16. | 21 май 2011       | Бръсълс Оупън, Брюксел, Белгия                        | Клей       | Шуай Пън                   | 2 – 6, 6 – 3, 6 – 3        |
| Шампионка  | 17. | 12 юни 2011       | И Бокс Сони Ериксон Оупън, Копенхаген, Дания          | Твърда (з) | Луцие Шафаржова            | 6 – 1, 6 – 4               |
| Шампионка  | 18. | 27 август 2011    | Ню Хейвън Оупън, Ню Хейвън, САЩ                       | Твърда     | Петра Цетковска            | 6 – 4, 6 – 1               |
| Финалистка | 11. | 15 април 2012     | И Бокс Оупън, Копенхаген, Дания                       | Твърда (з) | Анджелик Кербер            | 4 – 6, 4 – 6               |
| Шампионка  | 19. | 23 септември 2012 | Хансол Корея Оупън, Сеул, Южна Корея                  | Твърда     | Кая Канепи                 | 6 – 1, 6 – 0               |
| Шампионка  | 20. | 21 октомври 2012  | Купа на Кремъл, Москва, Русия                         | Твърда (з) | Саманта Стоусър            | 6 – 2, 4 – 6, 7 – 5        |
| Финалистка | 12. | 4 ноември 2012    | Турнир на шампионките, София, България                | Твърда (з) | Надя Петрова               | 2 – 6, 1 – 6               |
| Финалистка | 13. | 17 март 2013      | Бе Ен Пе Париба Оупън, Индиън Уелс, САЩ               | Твърда     | Мария Шарапова             | 2 – 6, 2 – 6               |
| Шампионка  | 21. | 20 октомври 2013  | Люксембург Оупън, Люксембург, Люксембург              | Твърда (з) | Аника Бек                  | 6 – 2, 6 – 2               |
| Шампионка  | 22. | 20 юли 2014       | Истанбул Къп, Истанбул, Турция                        | Твърда     | Роберта Винчи              | 6 – 1, 6 – 1               |
| Финалистка | 14. | 7 септември 2014  | US Open, Ню Йорк, САЩ (2)                             | Твърда     | Серина Уилямс              | 3 – 6, 3 – 6               |
| Финалистка | 15. | 21 септември 2014 | Торай Пан Пасифик Оупън, Токио, Япония                | Твърда     | Ана Иванович               | 2 – 6, 6 – 7(2 – 7)        |
| Финалистка | 16. | 10 януари 2015    | Ей Ес Би Класик, Окланд, Нова Зеландия                | Твърда     | Винъс Уилямс               | 6 – 2, 3 – 6, 3 – 6        |
| Шампионка  | 23. | 8 март 2015       | Малайзиън Оупън, Куала Лумпур, Малайзия               | Твърда     | Александра Дюлгеру         | 4 – 6, 6 – 2, 6 – 1        |
| Финалистка | 17. | 26 април 2015     | Порше Тенис Гран при, Щутгарт, Германия               | Твърда     | Анджелик Кербер            | 6 – 3, 1 – 6, 5 – 7        |

(з) = Закрито

### Двойки: 3 (2 – 1)
| Легенда                              |
| ------------------------------------ |
| Турнири от Големия шлем (0 – 0)      |
| Шампионат на WTA Тур (0 – 0)         |
| Задължителни Висши & Висши 5 (0 – 0) |
| Висши (1 – 0)                        |
| Международни (1 – 1)                 |

| Финали по настилка |
| ------------------ |
| Твърда (2 – 1)     |
| Трева (0 – 0)      |
| Клей (0 – 0)       |
| Килим (0 – 0)      |

| Изход      | No. | Дата              | Турнир                        | Настилка   | Партньор              | Опоненти                     | Резултат            |
| ---------- | --- | ----------------- | ----------------------------- | ---------- | --------------------- | ---------------------------- | ------------------- |
| Финалистки | 1.  | 26 февруари 2006  | Селюлър Саут Къп, Мемфис, САЩ | Твърда (з) | Виктория Азаренка     | Лиса Реймънд Саманта Стосър  | 6 – 7(2 – 7), 3 – 6 |
| Шампионки  | 1.  | 28 септември 2008 | Чайна Оупън, Пекин, Китай     | Твърда     | Анабел Медина Гаригес | Синюн Хан Уифан Су           | 6 – 1, 6 – 3        |
| Шампионки  | 2.  | 21 февруари 2009  | Селюлър Саут Къп, Мемфис, САЩ | Твърда (з) | Виктория Азаренка     | Юлиана Федак Михаела Крайчек | 6 – 1, 7 – 6(7 – 2) |

(з) = Закрито